# بن مورتون
بن مورتون (انگلیسی: Ben Morton; ۲۸ اوت ۱۹۱۰ – نوامبر ۱۹۶۲ (aged 52)) بازیکن فوتبال اهل بریتانیا بود.
از باشگاه‌هایی که در آن بازی کرده‌است می‌توان به باشگاه فوتبال ولورهمپتون واندررز، باشگاه فوتبال تورکی یونایتد، باشگاه فوتبال منچستر یونایتد، و باشگاه فوتبال سوئیندون تاون اشاره کرد.